# Gacki (województwo kujawsko-pomorskie)
Gacki – wieś w Polsce położona w województwie kujawsko-pomorskim, w powiecie świeckim, w gminie Drzycim.
W latach 1975–1998 miejscowość administracyjnie należała do województwa bydgoskiego. Według Narodowego Spisu Powszechnego (III 2011 r.) liczyła 275 mieszkańców. Jest piątą co do wielkości miejscowością gminy Drzycim.

## Urodzeni w Gackach
- Teodor Drapiewski – polski misjonarz i zakonnik Zgromadzenia Słowa Bożego, Sługa Boży Kościoła katolickiego, ofiara KL Dachau[4].